# Mohammed Ali Abtahi

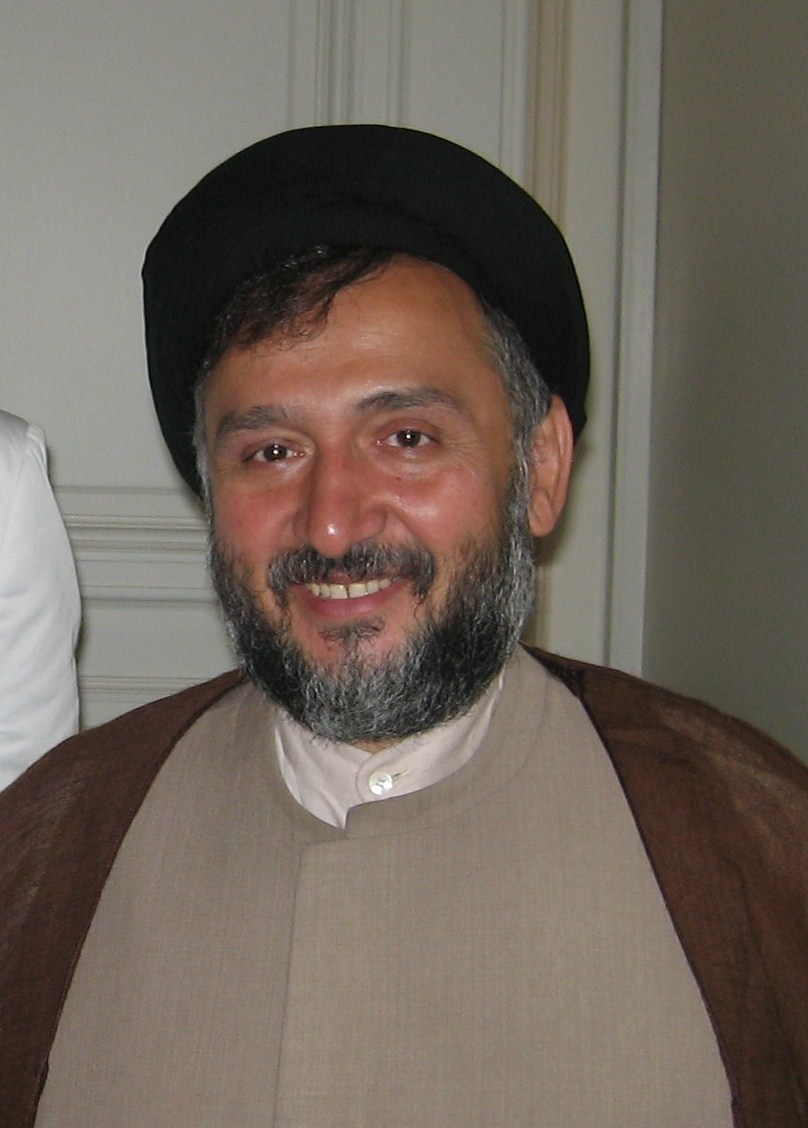
Mohammed Ali Abtahi (2008)

Mohammed Ali Abtahi (anhörenⓘ persisch محمدعلی ابطحی, DMG Muḥammad-ʿAlī Abṭaḥī; * 27. Januar 1958 in Maschhad) ist ein schiitischer Geistlicher mit dem religiösen Titel Hodschatoleslam. Er war vom 10. Juli 1997 bis zum 12. Oktober 2004 Vizepräsident des Iran.

## Leben
Mohammed Ali Abtahi war Präsident des iranischen Rundfunks und unter der Regierung Mohammad Chatami Erster Vizepräsident des Iran, zunächst als Stellvertreter des Präsidenten, dann in der zweiten Legislaturperiode Vizepräsident für parlamentarische Angelegenheiten. Abtahi ist Mitglied der iranischen Partei Verband der kämpfenden Geistlichkeit und versteht sich als Bürgerrechtler. Bekannt wurde Abtahi als „bloggender Mullah“, der seit seiner Amtsniederlegung im Jahre 2004, „Insidergeschichten aus den Korridoren der Macht niederschreibt“. 
Bei den iranischen Präsidentschaftswahlen 2009 fungierte Abtahi als Ratgeber des Kandidaten Mehdi Karroubi und wurde nach den Wahlen, am 14. Juni oder 16. Juni verhaftet, da er nach Angaben der Regierung Mahmud Ahmadinedschad zu den wichtigsten „Drahtziehern“ der Unruhen zählte. In einem Video soll Abtahi unter Tränen erklärt haben, dass er „Leute und Studenten aufgehetzt sowie Unruhen geschürt habe“.

## Prozess
Am 1. August 2009 begann der Prozess gegen Abtahi. Nach Angaben der amtlichen Nachrichtenagentur IRNA und der halbamtlichen Nachrichtenagentur Fars, wies der sichtlich erschöpfte Mohammed Ali Abtahi die erhobenen Wahlbetrugsvorwürfe gegen Ahmadinedschad zurück. Abtahi sagte laut Fars vor dem Revolutionsgericht, es sei eine „Lüge“, wenn im Zusammenhang mit der Präsidentschaftswahl vom 12. Juni von Betrug gesprochen werde. Auf diese Weise sollten Unruhen im Iran ausgelöst werden, „damit Iran wie Afghanistan oder der Irak“ werde. Ali Schirasi berichtet in seinem Blog, dass Abtahis Frau festhielt, dass ihrem Mann in Haft Tabletten verabreicht worden wären, die dazu führten, dass er viele Dinge vergessen habe. Schirasi bezeichnet dies als Hinweis auf den Einsatz von Rohypnol gegen die Gefangenen.